# Melem-Kish
Melem-Kish de Kish fue el décimo sexto rey sumerio de la primera dinastía de Kish (después de ca. 2900 BC), según la Lista Real Sumeria.